# Орора (Колорадо)
Оро́ра (англ. Aurora [əˈroʊrə] или [əˈrɔːrə]) — город в штате Колорадо (США).

## История
В 2008 году город был награждён премией «All-America City Award» (с англ. — «Всеамериканский город») присуждаемой Национальной гражданской лигой, которую неофициально называют «Нобелевской премией за конструктивное гражданство» и которая выдается за активную гражданскую позицию жителей некорпоративных сообществ Соединённых Штатов в жизни местного самоуправления. 
20 июля 2012 года в городе Орора произошло массовое убийство, совершённое в кинотеатре Century Aurora 16 Movie Theater (на премьере заключительной части трилогии Кристофера Нолана «Тёмный рыцарь: Возрождение легенды») местным студентом Джеймсом Холмсом.

## География
Официальная высота Ороры, указанная на знаках на границах города, составляет 5471 фут (1668 метров), однако разница в высоте над уровнем моря составляет почти 1000 футов (300 метров). Самая низкая отметка в 5285 футов (1611 метров) находится в точке, где Сэнд-Крик пересекает границу города в северо-западном углу города, а самая высокая отметка в 6229 футов (1899 метров) находится на крайней южной границе города в округе Дуглас, недалеко от пересечения дорог Инспирэйшн и Гартрелл.
Согласно данным 2023 года, опубликованным Бюро переписи населения США, общая площадь города составляет 104 696 акров (423,691 км2), включая 371 акр (1500 км2) который приходится на водную поверхность. Город примерно на 6 процентов больше соседнего Денвера, но составляет 80 процентов от площади Колорадо-Спрингс, занимая 54-е место в списке крупнейших городов США по площади.

## Города-побратимы
- Соннам (Южная Корея) с 1992 года
- Зелёна-Гура (Польша)